# 萊德大學
莱德大学（Rider University），又译瑞德大学，是一所主校区位于美国新泽西州默瑟縣劳伦斯维尔的私立大学。它在《美国新闻与世界报道》的美国北部地区大学排名内可以排在前30位。全美排名在300-500左右。

## 历史

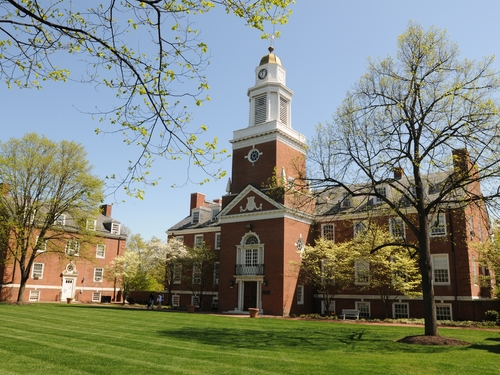
威斯敏斯特合唱学院（Westminster Choir College）的威廉姆森堂（Williamson Hall）

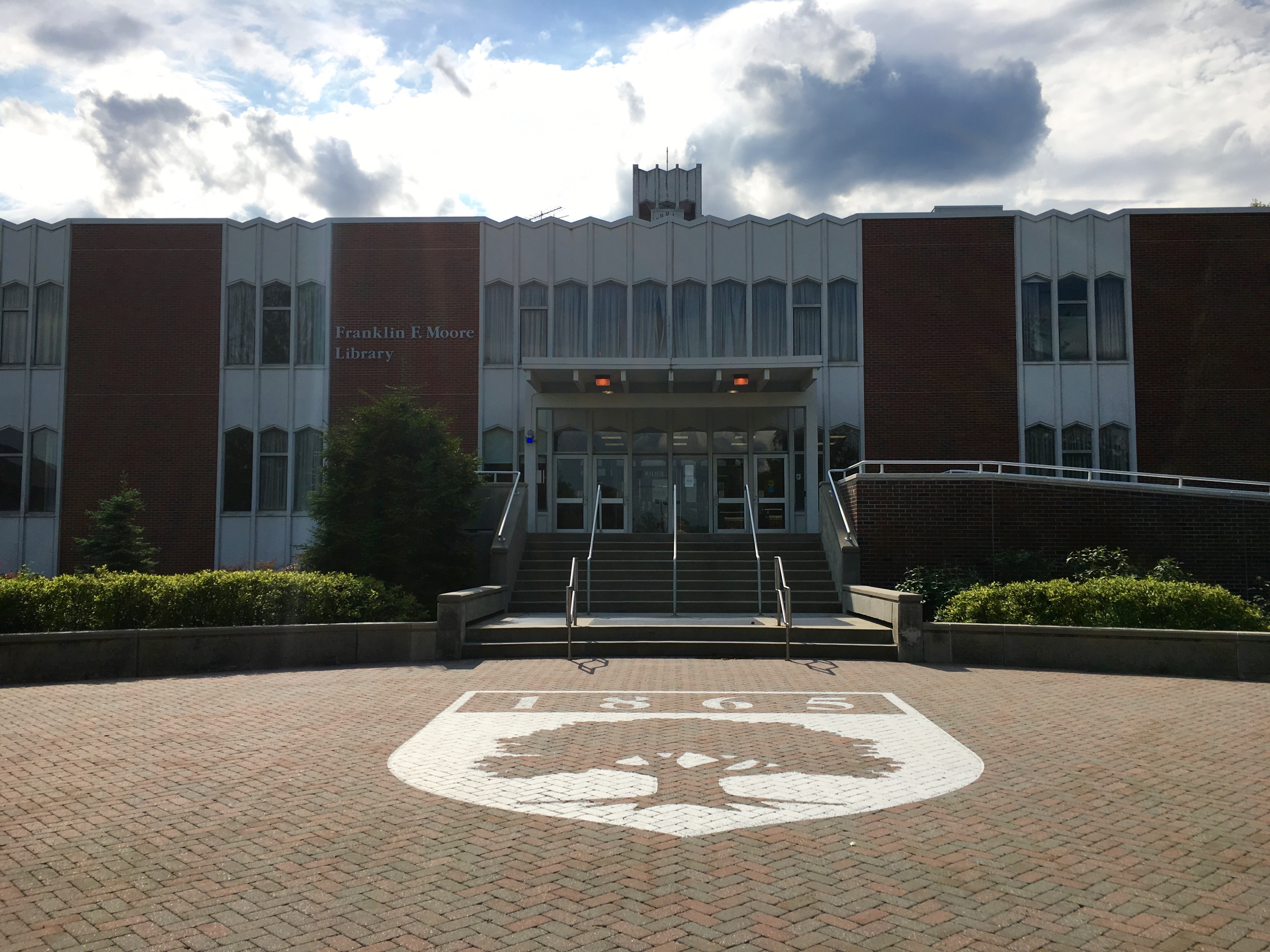
大学图书馆

大学的前身为1865年10月1日创建于特伦顿的特伦敦商学院（Trenton Business College），1920年改名莱德学院（Rider College），1922年新泽西教育局（New Jersey Board of Education）授予其颁发本科学位的资格（Bachelor of Accounts、Bachelor of Commercial Science）。1959年学院搬到劳伦斯维尔。
1991年-92年它与普林斯顿的西敏合唱學院（Westminster Choir College）合并，1994年升格为大学。

## 外部连接
- 官方网站
- Rider Athletics website （页面存档备份，存于）